# New Standard
New Standard（ニュー・スタンダード）はプロレスラーのユニット。KAIENTAI DOJOを主戦場として活動している。
「アネゴ（山縣）と、サムライ（稲松）と、美男子（SUPER）と、そして筋肉（火野）、それがNew Standard」である。

## 経歴

### 2005年
- 柏組を卒業した「山縣優」と「稲松三郎」に「火野裕士」を加えて結成、さらに個人的にバジリスクに対してムカついていた「SUPER-X」が加入した。
- バジリスクに対抗して結成されたがハンサムフィーバーにより微妙な立場となる。

### 2006年
- 11月19日に真霜からタッグの誘いを受けたSUPER-Xがマスクを脱ぎ円華となり離脱。

### 2007年
- 1月7日の後楽園ホール大会にてJOE&ヤス・ウラノの保持するSTRONGEST-K TAG王座に火野裕士と稲松三郎とのタッグで挑戦し撃破、第4代王者となった。
- 7月、ライバルチームバジリスク解散マッチでは、円華を加えたオリジナル四人での8人タッグマッチが行われた。
試合終了後、火野が裏切り、「Ωオメガ」入りを発表した。
- 11月5日稲松が火野とのシングルマッチに敗れ、New Standard解散。

## 全メンバー
- 山縣優
- 稲松三郎
- 火野裕士（離脱→オメガ）
- SUPER-X（離脱）